# Simalingkar A
Simalingkar A is een bestuurslaag in het regentschap Deli Serdang van de provincie Noord-Sumatra, Indonesië. Simalingkar A telt 3441 inwoners (volkstelling 2010).